# Commelina gelatinosa
Commelina gelatinosa är en himmelsblomsväxtart som beskrevs av Michael Pakenham Edgeworth. Commelina gelatinosa ingår i släktet himmelsblommor, och familjen himmelsblomsväxter. Inga underarter finns listade.